# Liste der denkmalgeschützten Objekte in Mehrnbach
Die Liste der denkmalgeschützten Objekte in Mehrnbach enthält die denkmalgeschützten, unbeweglichen Objekte der Gemeinde Mehrnbach in Oberösterreich (Bezirk Ried im Innkreis).

## Denkmäler
| Foto |                 | Denkmal                                                       | Standort                                | Beschreibung | Metadaten |
| ---- | --------------- | ------------------------------------------------------------- | --------------------------------------- | --- | --- |
| ja   | Datei hochladen | Kriegerdenkmal HERIS-ID: 81030 Objekt-ID: 94788               | Mehrnbach 6, bei Standort KG: Mehrnbach | | BDA-Hist.: Q38175011 Status: § 2a Stand der BDA-Liste: 2025-06-30 Name: Kriegerdenkmal GstNr.: 81/1                                                  |
| ja   | Datei hochladen | Kath. Pfarrkirche hl. Martin HERIS-ID: 38291 Objekt-ID: 37821 | Mehrnbach Standort KG: Mehrnbach        | Die dem Hl. Martin geweihte Pfarrkirche wurde um 1150 erstmals urkundlich erwähnt. Das ursprünglich einschiffige vierjochige kreuzrippengewölbte Mittelschiff hat bis 1736 drei Erweiterungen erfahren. Der gotische Westturm ist mit einem achteckigen Aufbau samt Spitzhelm ausgeführt. Etliche Statuen sind von ihrer Formgebung her dem Thomas Schwanthaler nahestehend. In der Kirche befinden sich weiters vier spätgotische Reliefs aus dem Jahr 1520, die aus dem ehemaligen Waldzeller Flügelaltar stammen. | BDA-Hist.: Q21450615 Status: § 2a Stand der BDA-Liste: 2025-06-30 Name: Kath. Pfarrkirche hl. Martin GstNr.: .21/1 Pfarrkirche hl. Martin, Mehrnbach |